# شينوسية بيروية
شينوسية كبراش الكولورادو (الاسم العلمي:Schinopsis quebracho-colorado) هي نوع من النباتات تتبع جنس الشينوسية من الفصيلة البطمية.